# Peter Wessel Tordenskjold
Peter Wessel Tordenskjold (alternatieve spelling Peder, beter bekend als Tordenskjold (letterlijk "Donderschild"), 28 oktober 1691 - 12 november 1720) was een eminent Noorse marineofficier in dienst van de koning van Denemarken-Noorwegen. Voor zijn diensten in de Grote Noordse Oorlog steeg hij tot de rang van vice-admiraal in de Koninklijke Deens-Noorse marine. Geboren in Trondheim reisde Peter Wessel in 1704 naar Kopenhagen, waar hij op 12-jarige leeftijd bij de marine ging werken. Door zijn durf en moed klom hij snel op in de rangen. Zijn grootste succes kwam in 1716 toen hij er in de Slag bij Dynekilen in slaagde een aanvoervloot van Karel XII van Zweden te vernietigen. Als dank hiervoor werd hij als Peter Tordenskjold door koning Frederik IV van Denemarken in de adelstand verheven. In 1720 werd hij te Gleidingen bij Laatzen, ten zuidoosten van Hannover  gedood in een duel. In Denemarken, alsook in Noorwegen, wordt hij waarschijnlijk beschouwd als de meest beroemde zeeheld. Hij komt voor in de nationale volksliederen van beide landen. Gezien het feit dat hij reeds op 29-jarige leeftijd stierf maakte hij een bliksemcarrière.

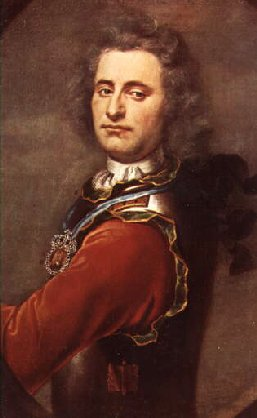
Peter Wessel Tordenskjold geschilderd door Balthasar Denner (1719).
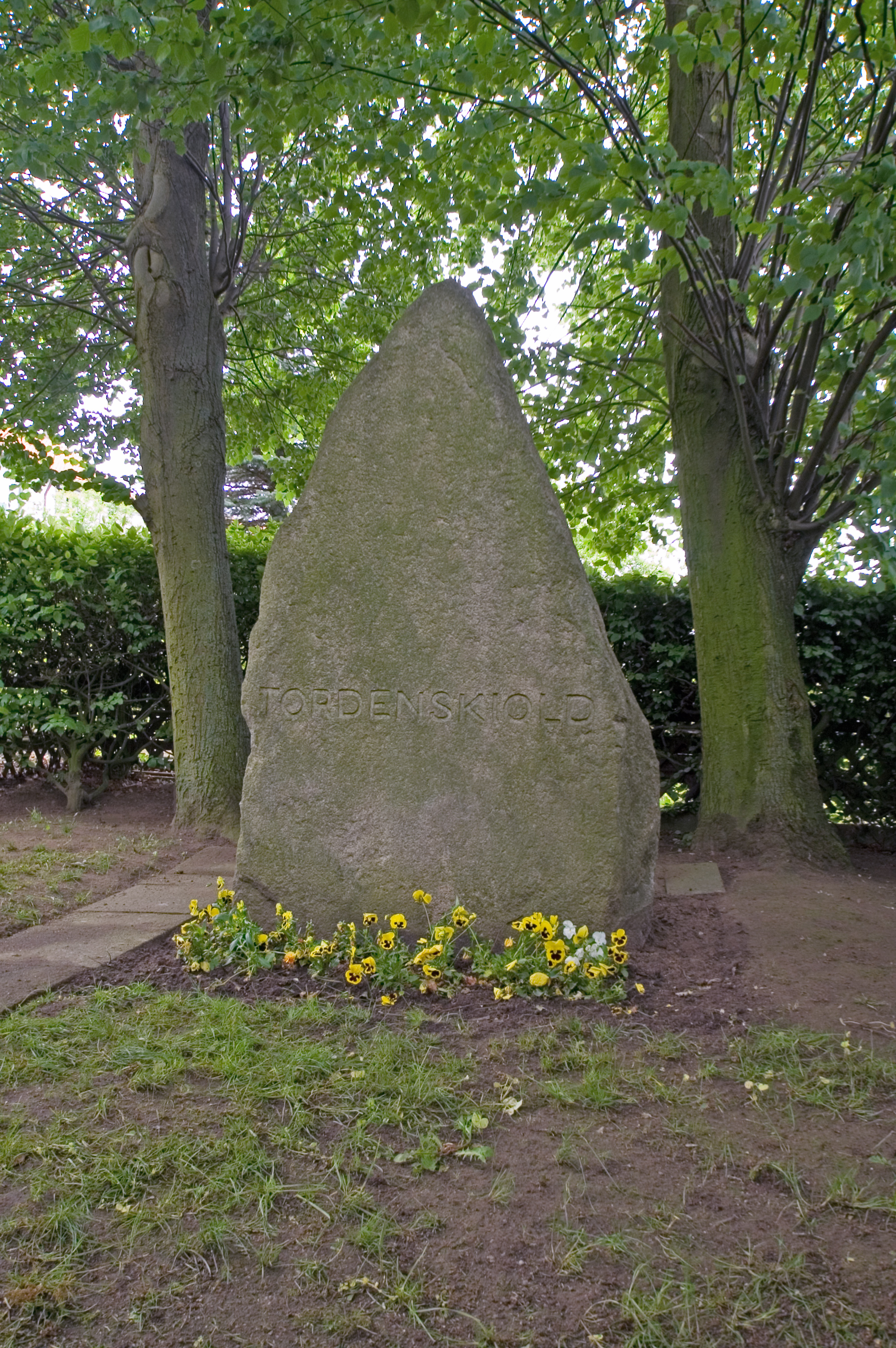
Gedenksteen in Gleidingen

## Voetnoten
1. ↑  Ook bekend als Peter Wessel, Peter Tordenskjold of Peter Tordenskiold